# Округ Нелсон (Кентаки)
Округ Нелсон (енгл. Nelson County) је округ у америчкој савезној држави Кентаки.

## Демографија
По попису из 2010. године број становника је 43.437, што је 5.96 (15,9%) становника више него 2000. године.
| Група             | 2000.          | 2010.          |
| Белци             | 34.579 (92,3%) | 39.498 (90,9%) |
| Афроамериканци    | 2.064 (5,5%)   | 2.183 (5,0%)   |
| Азијати           | 193 (0,5%)     | 218 (0,5%)     |
| Хиспаноамериканци | 395 (1,1%)     | 888 (2,0%)     |
| Укупно            | 37.477         | 43.437         |